# Castell de Claxton
El castell de Claxton és un castell de maó en ruïnes que es troba al poble de Claxton, Norfolk, a uns 13 km al sud-est de Norwich.

## Història
Sir William de Kerdeston i el seu fill van rebre la llicència per emmerletar el castell el 1340 i el 1376 respectivament, aquesta última llicència era necessària a causa de la mort de Kerdeston abans de la finalització del castell.
El castell va ser en gran part enderrocat al segle XVII per construir Claxton Hall.
Les ruïnes del castell consisteixen en un llarg mur i tres torres amb diverses escales i arcs. Els moviments de terra indiquen un fossat exterior i una calçada que data de l'època medieval.
És un edifici catalogat de grau II* catalogat per primera vegada el 1951 i és un monument programat.